# Liste der Stolpersteine in Sarstedt
Die Liste der Stolpersteine in Sarstedt enthält die Stolpersteine, die im Rahmen des gleichnamigen Kunst-Projekts von Gunter Demnig in Sarstedt verlegt wurden. Mit ihnen soll an die Opfer des Nationalsozialismus erinnert werden, die in Sarstedt lebten und wirkten.

## Liste der Stolpersteine
| Name                | Adresse          | Bild | Inschrift                                                                                      | Verlegedatum  | Leben/Anmerkungen |
| ------------------- | ---------------- | ---- | ---------------------------------------------------------------------------------------------- | ------------- | ----------------- |
| Robert Neuberg      | Lappenberg 1 ·   |      | Hier wohnte Robert Neuberg Jg. 1860 deportiert 1942 tot 1942 Theresienstadt                    | 23. Apr. 2012 |                   |
| Otto Neuberg        | Lappenberg 1 ·   |      | Hier wohnte Dr. Otto Neuberg Jg. 1867 Flucht 1938 New York überlebt                            | 23. Apr. 2012 |                   |
| Anna Neuberg        | Lappenberg 1 ·   |      | Hier wohnte Anna Neuberg geb. Katzenstein Jg. 1879 Flucht 1938 New York überlebt               | 23. Apr. 2012 |                   |
| Milian Aschenbrandt | Steinstraße 13 · |      | Hier wohnte Milian Aschenbrandt Jg. 1892 deportiert 1942 Ghetto Warschau ermordet              | 23. Apr. 2012 |                   |
| Helene Aschenbrandt | Steinstraße 13 · |      | Hier wohnte Helene Aschenbrandt geb. Binheim Jg. 1895 deportiert 1942 Ghetto Warschau ermordet | 23. Apr. 2012 |                   |
| Ruth Aschenbrandt   | Steinstraße 13 · |      | Hier wohnte Ruth Aschenbrandt Jg. 1929 Schicksal unbekannt                                     | 23. Apr. 2012 |                   |
| Sally Aschenbrandt  | Steinstraße 13 · |      | Hier wohnte Sally Aschenbrandt Jg. 1939 deportiert 1942 Ghetto Warschau ermordet               | 23. Apr. 2012 |                   |
| Ida Neuberg         | Steinstraße 13 · |      | Hier wohnte Ida Neuberg geb. Rosenberg Jg. 1879 deportiert 1942 Ghetto Warschau ermordet       | 23. Apr. 2012 |                   |
| Gisela Neuberg      | Steinstraße 13 · |      | Hier wohnte Gisela Neuberg Jg. 1909 deportiert 1942 Schicksal unbekannt                        | 23. Apr. 2012 |                   |
| Paula Gliksmann     | Steinstraße 13 · |      | Hier wohnte Paula Gliksmann Jg. 1914 Schicksal unbekannt                                       | 23. Apr. 2012 |                   |
| Werner Freundlich   | Steinstraße 13 · |      | Hier wohnte Werner Freundlich Jg. 1922 deportiert 1942 Ghetto Warschau ermordet                | 23. Apr. 2012 |                   |
| Fritz Liebmann      | Steinstraße 21 · |      | Hier wohnte Fritz Liebmann Jg. 1897 Flucht 1939 Brasilien überlebt                             | 23. Apr. 2012 |                   |
| Marion Liebmann     | Steinstraße 21 · |      | Hier wohnte Marion Liebmann Jg. 1931 Flucht 1939 Brasilien überlebt                            | 23. Apr. 2012 |                   |
| Alice Liebmann      | Steinstraße 21 · |      | Hier wohnte Alice Liebmann geb. Neuberg Jg. 1905 Flucht 1939 Brasilien überlebt                | 23. Apr. 2012 |                   |